# Championnats du monde masculins de vélo trial 26 pouces
Pour les articles homonymes, voir Trial (homonymie).
Le Championnat du monde de vélo trial 26 pouces masculin est une épreuve existant depuis 1995. Entre 2000 et 2015, le trial est intégré au programme des championnats du monde de VTT et de trial. Depuis 2017, les championnats du monde de vélo trial ont lieu lors des championnats du monde de cyclisme urbain.
Un championnat du monde réservé aux juniors a également été créé en 1995 (18 ans et moins).

## Palmarès élites[1]
| Lieu                     | Or                  | Argent             | Bronze                 |
| ------------------------ | ------------------- | ------------------ | ---------------------- |
| 1995 Kirchzarten         | Thierry Girard      | Sylvain Girard     | Gerd Merkel            |
| 1996 Zuoz                | Thierry Girard      | Sylvain Girard     | Bruno Arnold           |
| 1998 Cartagena           | Bruno Arnold        | Marc Caisso        | Juan Francisco Sánchez |
| 1999 Avoriaz             | Marc Caisso         | Bruno Arnold       | Marc Vinco             |
| 2000 Sierra Nevada       | Marc Vinco          | Marc Caisso        | Bruno Arnold           |
| 2001 Vail                | Marc Caisso         | Daniel Comas       | Bruno Arnold           |
| 2002 Kaprun              | Kenny Belaey        | Marc Vinco         | Marc Caisso            |
| 2003 Lugano              | Giacomo Coustellier | Marc Caisso        | Kenny Belaey           |
| 2004 Les Gets            | Daniel Comas        | Vincent Hermance   | Marc Caisso            |
| 2005 Livigno             | Kenny Belaey        | Vincent Hermance   | Benito Ros             |
| 2006 Rotorua             | Kenny Belaey        | Vincent Hermance   | Giacomo Coustellier    |
| 2007 Fort William        | Vincent Hermance    | Gilles Coustellier | Kenny Belaey           |
| 2008 Val di Sole         | Gilles Coustellier  | Vincent Hermance   | Daniel Comas           |
| 2009 Canberra            | Gilles Coustellier  | Kenny Belaey       | Vincent Hermance       |
| 2010 Mont Sainte-Anne    | Kenny Belaey        | Benito Ros         | Marc Caisso            |
| 2011 Champéry            | Gilles Coustellier  | Kenny Belaey       | Vincent Hermance       |
| 2012 Saalfelden Leogang  | Gilles Coustellier  | Aurélien Fontenoy  | Kenny Belaey           |
| 2013 Pietermaritzburg    | Vincent Hermance    | Gilles Coustellier | Kenny Belaey           |
| 2014 Lillehammer-Hafjell | Gilles Coustellier  | Aurélien Fontenoy  | Kenny Belaey           |
| 2015 Vallnord            | Vincent Hermance    | Jack Carthy        | Kenny Belaey           |
| 2016 Val di Sole         | Jack Carthy         | Gilles Coustellier | Kenny Belaey           |
| 2017 Chengdu             | Jack Carthy         | Nicolas Vallée     | Kenny Belaey           |
| 2018 Chengdu             | Jack Carthy         | Sergi Llongueras   | Nicolas Vallée         |
| 2019 Chengdu             | Sergi Llongueras    | Nicolas Vallée     | Jack Carthy            |
| 2020                     | Non disputé         | Non disputé        | Non disputé            |
| 2021 Vic                 | Jack Carthy         | Julen Saenz        | Vincent Hermance       |
| 2022 Abou Dabi           | Jack Carthy         | Daniel Barón       | Oliver Widmann         |
| 2023 Glasgow             | Jack Carthy         | Oliver Widmann     | Martí Vayreda Vendrell |
| 2024 Abou Dabi           | Jack Carthy         | Charlie Rolls      | Oliver Weightman       |

## Palmarès juniors[1]
| Année                    | Or                  | Argent                | Bronze               |
| ------------------------ | ------------------- | --------------------- | -------------------- |
| 1995 Kirchzarten         | Marc Vinco          | Dave Rollier          | Bruno Arnold         |
| 1996 Zuoz                | Marc Vinco          | Marc Caisso           | Christian Weber      |
| 1998 Cartagena           | Marco Hösel         | Thomas Wozniak        | Marc-Amory Buteneers |
| 1999 Avoriaz             | Rafal Kumorowski    | Marc-Amory Buteneers  | Cédric Calvin        |
| 2000 Sierra Nevada       | Kenny Belaey        | Giacomo Coustellier   | Thomas Oehler        |
| 2001 Vail                | Vincent Hermance    | Thomas Oehler         | Kenny Belaey         |
| 2002 Kaprun              | Giacomo Coustellier | Gilles Coustellier    | Marc Soulas          |
| 2003 Lugano              | Gilles Coustellier  | Alexis Touteau        | Thibault Veuillet    |
| 2004 Les Gets            | Ben Savage          | Florian Tournier      | Sebastian Hoffmann   |
| 2005 Livigno             | Ben Slinger         | Ben Savage            | Wesley Belaey        |
| 2006 Rotorua             | Aurélien Fontenoy   | Ben Slinger           | Matthias Mrohs       |
| 2007 Fort William        | Aurélien Fontenoy   | Loris Braun           | Hannes Herrmann      |
| 2008 Val di Sole         | Loris Braun         | James Barton          | Kévin Aglae          |
| 2009 Canberra            | Joe Oakley          | Abel Mustieles Garcia | Rafael Tibau Roura   |
| 2010 Mont Sainte-Anne    | Ion Areitio         | David Bonzon          | Maxime Tolu          |
| 2011 Champéry            | Marius Merger       | Yann Dunant           | Robin Fix            |
| 2012 Saalfelden Leogang  | David Bonzon        | Jack Carthy           | Eloi Paré            |
| 2013 Pietermaritzburg    | Jack Carthy         | Nils-Obed Riecker     | Jeremy Descloux      |
| 2014 Lillehammer-Hafjell | Jack Carthy         | Sergi Llongueras      | Dominik Oswald       |
| 2015 Vallnord            | Nicolas Vallée      | Dominik Oswald        | Nicolas Fleury       |
| 2016 Val di Sole         | Nicolas Vallée      | Jordi Araque          | Noah Cardona         |
| 2017 Chengdu             | Nathan Charra       | Tomu Shiozaki         | Noah Cardona         |
| 2018 Chengdu             | Oliver Widmann      | Felix Keitel          | Nathan Charra        |
| 2019 Chengdu             | Oliver Widmann      | Vito Gonzalez         | Daniel Barón         |
| 2020                     | Non disputé         | Non disputé           | Non disputé          |
| 2021 Vic                 | Daniel Cegarra      | Tomas Veprek          | Vojtech Kalas        |
| 2022 Abou Dabi           | Daniel Garrues      | Daniel Cegarra        | Titouan Corre        |
| 2023 Glasgow             | Daniel Cegarra      | Luka Pasturel         | Nicolas Ostheimer    |
| 2024 Abou Dabi           | Roman Salaun        | Vojtěch Hendrych      | Ferran Gonzalo       |